# 飯田橋事件
飯田橋事件（いいだばしじけん）とは1968年1月に発生した事件。プラカードが凶器準備集合罪における凶器に該当するか否かが争点となった。

## 概要
1968年1月19日に佐世保エンタープライズ寄港阻止闘争に参加するために、同年1月15日朝に中核派の学生約200人が4センチメートル角、長さ1.2メートルのプラカード、佐世保までの乗車券を持って、東京・飯田橋の法政大学の門を出て約500メートル離れた国電・飯田橋駅方向に進む途中に規制線を張っていた警視庁機動隊と衝突し、131人が現行犯逮捕された。検察は阻止線の手前でプラカードで警察官に殴りかかることを決意した段階で凶器準備集合罪が、学生が警察官に殴りかかったときに公務執行妨害罪が成立するとして、6人を起訴した。この警察の対応については、学生らを佐世保へ向かわせないようにした事実上の予防検束的運用と指摘された（起訴されなかった学生はエンタープライズが佐世保から出港した1月23日以降に釈放された）。
凶器準備集合罪が学生のデモに対して適用された初めての事件であった。この事件ではプラカードが凶器準備集合罪における凶器にあたるとして起訴されたが、1958年に凶器準備集合罪が制定された際の国会での政府答弁では「（凶器準備集合罪は）暴力団等の取り締まりが対象で、政党活動や政治集会を対象としたものではない」「（旗ざおやプラカードは）凶器ではない」との見解を示していた。これについて、検察は「国会答弁時に政府が想定したものよりも大きく、使い方では凶器になる」と用法上の凶器であると主張した。
1971年3月19日に東京地裁は「警察の警備に違法性はなく、本件のプラカードは用法上の凶器」として凶器準備集合罪の成立を認め、6人に懲役4年執行猶予1年の有罪判決を言い渡した。
被告は控訴し、1974年3月29日に東京高裁は「警察の警備は集団全員を逮捕する意図に出た疑いがある」「学生の暴行は機動隊に誘発された偶発的行為」として凶器準備集合罪の成立を否定し、2人に無罪、4人に暴行罪で5000円の罰金刑を言い渡した。
検察は上告し、1977年5月6日に最高裁は「デモ隊の先頭部分にいた学生らが警察官に対し、プラカードなどを振り上げて加害行為に出た時点以後においては、少なくとも直接暴行に及んだものらには共同加害の意思があったと認められる。この点等を否定した二審判決は事実誤認の疑いがある。」としてプラカードを「用法上の凶器」として認定した上で二審判決を破棄し、東京高裁に差し戻した。
その後、差し戻し高裁で6人に懲役4月執行猶予1年が言い渡され、1981年6月20日に最高裁で上告が棄却され、6人の有罪判決が確定した。